# لايكوس
لايكوس Lycos محرك بحث أسس في مدينة بتسبرغ بالولايات المتحدة الأمريكية.

## وصلات خارجية
- لايكوس